# 粂川
粂川（くめがわ）は、日本相撲協会の年寄名跡のひとつ。初代・粂川が四股名として名乗っていたもので、その由来は定かではない。

## 名跡の変遷
1938年、粂川部屋の7代粂川が急死すると、同部屋の大関・鏡岩が8代粂川二枚鑑札となった。
1950年、8代粂川が脳溢血のため亡くなると、8代遺弟子である時津風部屋の関脇・不動岩が9代粂川を借り受け襲名した。
1958年、同じく8代遺弟子である横綱・鏡里が引退して、一代年寄・鏡里を襲名した。
ところが翌年8月に横綱一代年寄制度の廃止が決まると、横綱は引退後の5年のみ役員待遇を受けることとなり、
当時一代年寄であった鏡里ら3名の5年間の計算は、引退時期にさかのぼることとなった。
1960年に鏡里が10代粂川を襲名し、9代粂川は式秀に名跡変更した。
11代粂川となる時津風部屋の幕内・双ッ龍は引退後に音羽山を一時的に襲名していたが、
先代の名跡変更に伴い空跡となった粂川を襲名。時津風部屋付き親方として長く協会に勤務した。
11代粂川が引退した後は、名跡は佐渡ヶ嶽部屋の系統へと移った。
1995年に引退した関脇・琴富士が12代粂川を襲名したが、
1999年に兄弟子の琴稲妻が引退すると琴富士は相撲協会を退職。
琴稲妻が13代粂川となり佐渡ヶ嶽部屋付きの年寄として後進の指導にあたった。

## 粂川の代々
- 代目の太字は、部屋持ち親方。

| 代目 | 引退時しこ名      | 最高位 | 現役時の所属部屋       | 襲名期間                              | 備考                   |
| ---- | ----------------- | ------ | ---------------------- | ------------------------------------- | ---------------------- |
| 初代 | 粂川平藏          | 前13   | 雷-音羽山部屋          | 1779年?-1800年4月（隠居）             | 二枚鑑札               |
| 2代  | 矢車福五郎        | ---    | 浦風-粂川部屋          | 1800年4月-1830年3月                   | 6代雷に名跡変更        |
| 3代  | 鍬形粂藏          | ---    | 雷部屋                 | 1830年2月-1838年10月                  | 7代雷に名跡変更        |
| 4代  | 平石七太夫        | 大関   | 常盤山-粂川-雷部屋     | 1843年10月-1855年2月                  |                        |
| 5代  | 鏡岩濱之助 (越後) | 大関   | 雷部屋                 | 1856年1月-1866年11月（死去）          | 二枚鑑札               |
| 6代  | 鬼竜山雷八 (初代) | 下9    | 押尾川-粂川部屋        | 1871年11月-1898年1月（死去）          |                        |
| 7代  | 鬼竜山雷八 (2代)  | 前1    | 粂川-友綱部屋          | 1901年1月-1937年12月（死去）          | 二枚鑑札               |
| 8代  | 鏡岩善四郎        | 大関   | 粂川部屋               | 1938年1月-1950年8月（死去）           | 二枚鑑札               |
| 9代  | 不動岩三男        | 関脇   | 粂川-双葉山-時津風部屋 | 1954年3月-1960年2月                   | 借株 7代式秀に名跡変更 |
| 10代 | 鏡里喜代治        | 横綱   | 粂川-双葉山-時津風部屋 | 1960年2月-1961年3月                   | 13代立田川に名跡変更   |
| 11代 | 双ッ龍徳義        | 前1    | 時津風部屋             | 1961年3月-1995年3月（停年(定年)退職） |                        |
| 12代 | 琴富士孝也        | 関脇   | 佐渡ヶ嶽部屋           | 1995年9月-1999年7月（退職）           | 借株                   |
| 13代 | 琴稲妻佳弘        | 小結   | 佐渡ヶ嶽部屋           | 1999年7月-                            |                        |